# Кауэр, Станислав
Станислав Кауэр (нем. Stanislaus Cauer; 1867, Бад-Кройцнах — 1943, Кёнигсберг) — немецкий скульптор.

## Биография
Отец Станислава, Роберт Кауэр, также был скульптором. Отец рано заметил художественные способности сына и отвёз его в Рим, где Станислав обучался искусству скульптуры с 1882 по 1905 годы (с перерывом в 1893-1895 годах). Позднее в его работах проявлялось влияние античного искусства.
В 1905-1907 годах работал в Берлине в окружении Эрнста Гертера. В 1907 году Станислав переехал в Кёнигсберг по приглашению директора Кёнигсбергской академии художеств Людвига Детманна (нем. Ludwig Dettmann), который предложил Станиславу Кауэру вести в академии класс скульптуры. Кауэр был профессором и руководителем мастерской скульптуры Академии до выхода на пенсию в 1933 году.
Станислав Кауэр скончался в марте 1943 года. Скульптор был похоронен у стен Юдиттен-Кирхи. Надгробный памятник выполнен самим Кауэром в 1938 году. До наших дней могила не сохранилась.

## Творчество

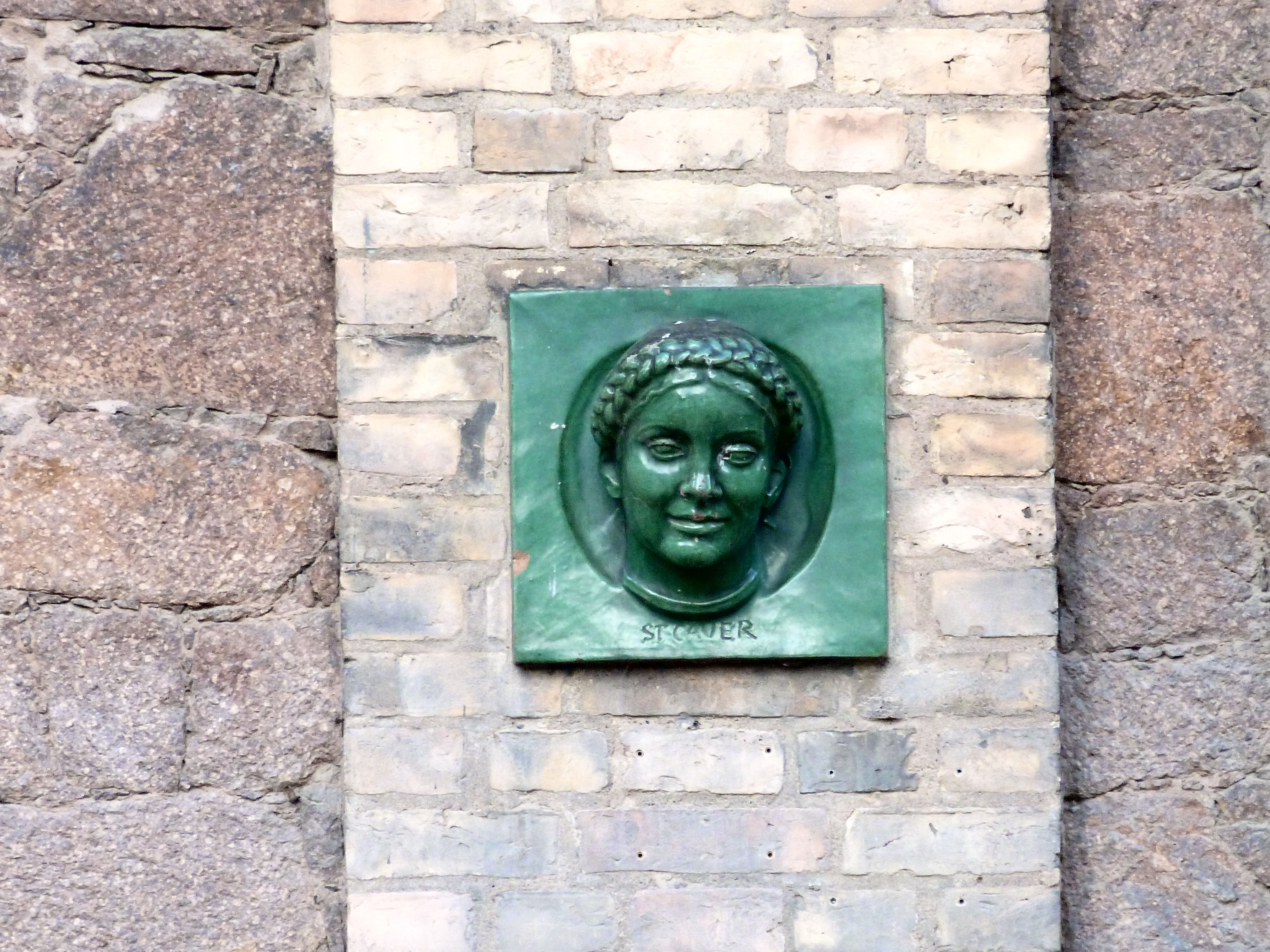
Горельеф авторства Кауэра в Халле

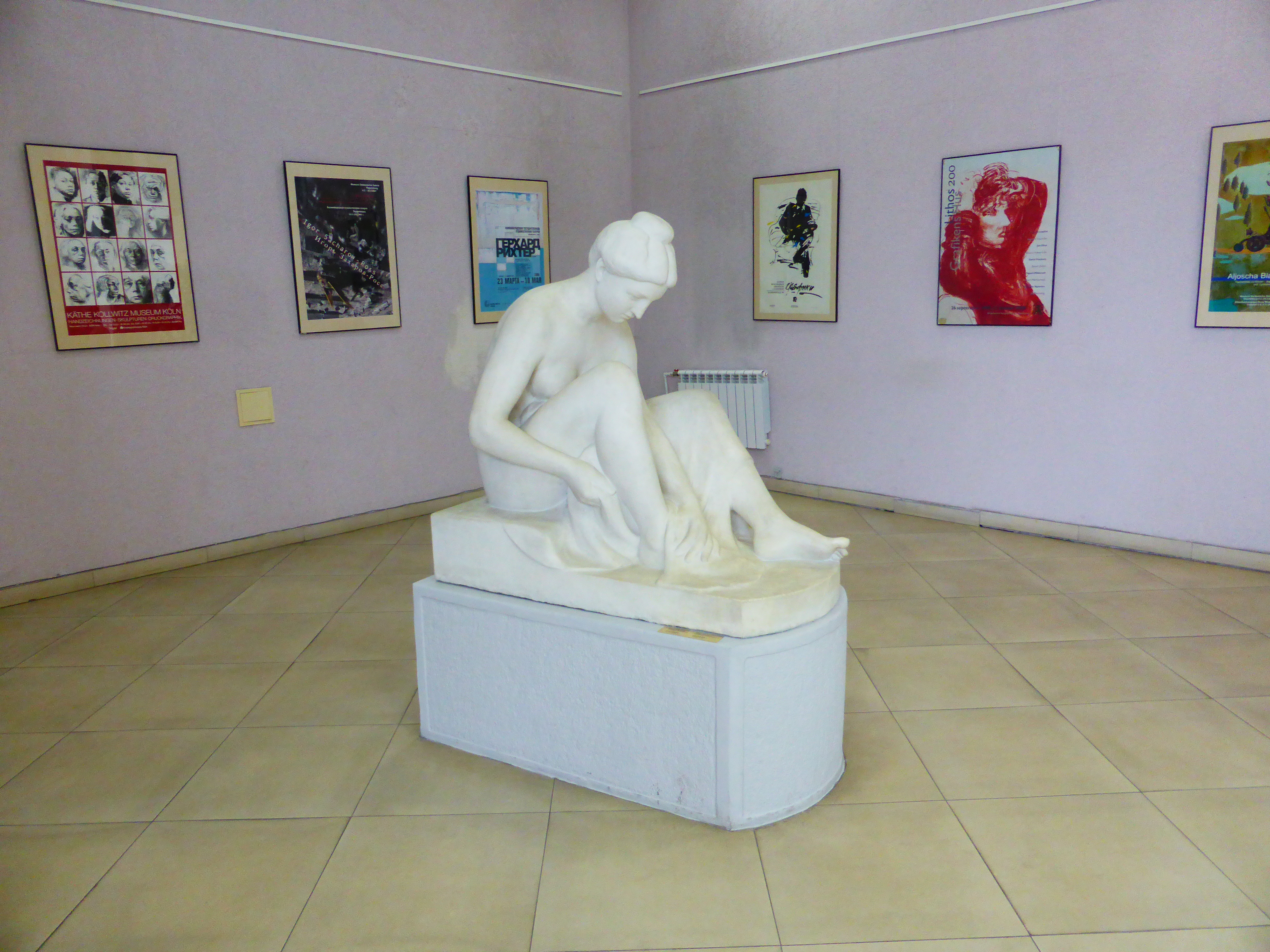
Скульптура «После купания»

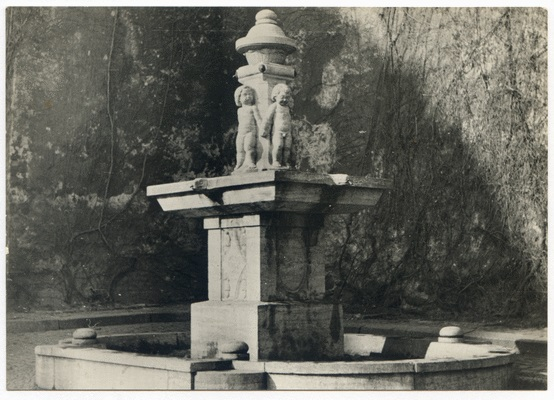
Историческое изображение фонтана «Путти»

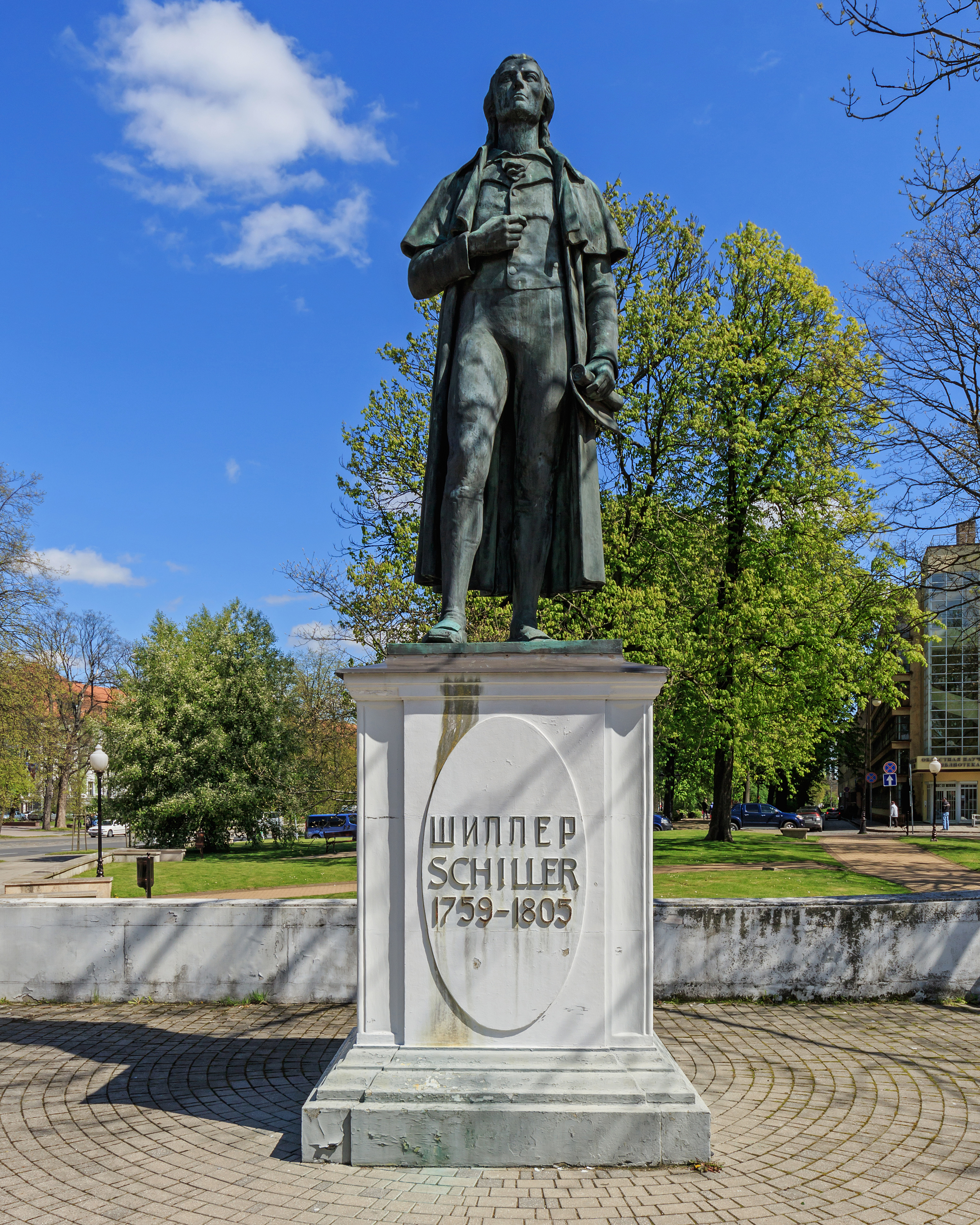
Памятник Шиллеру

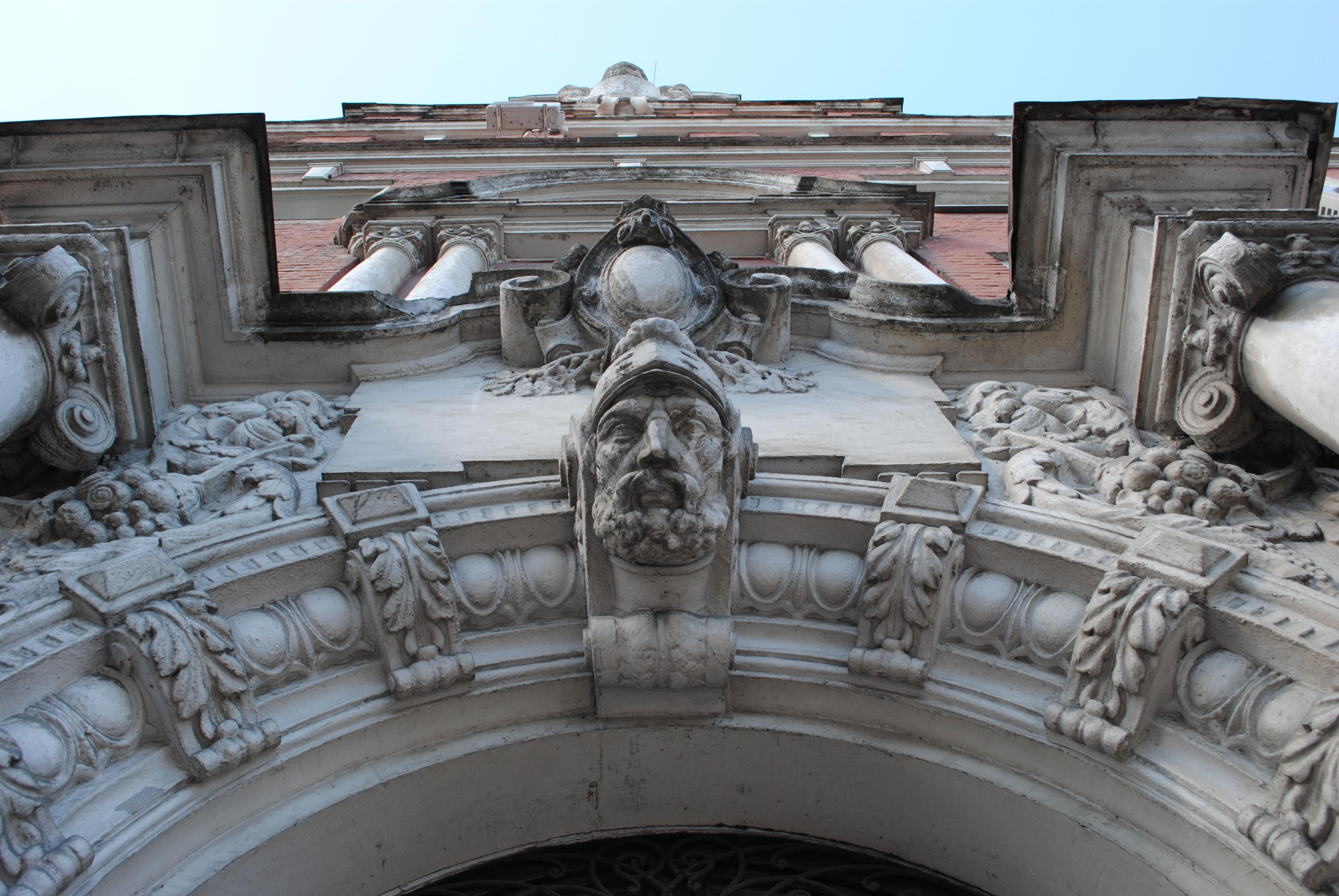
Рельефы на здании полицейского президиума

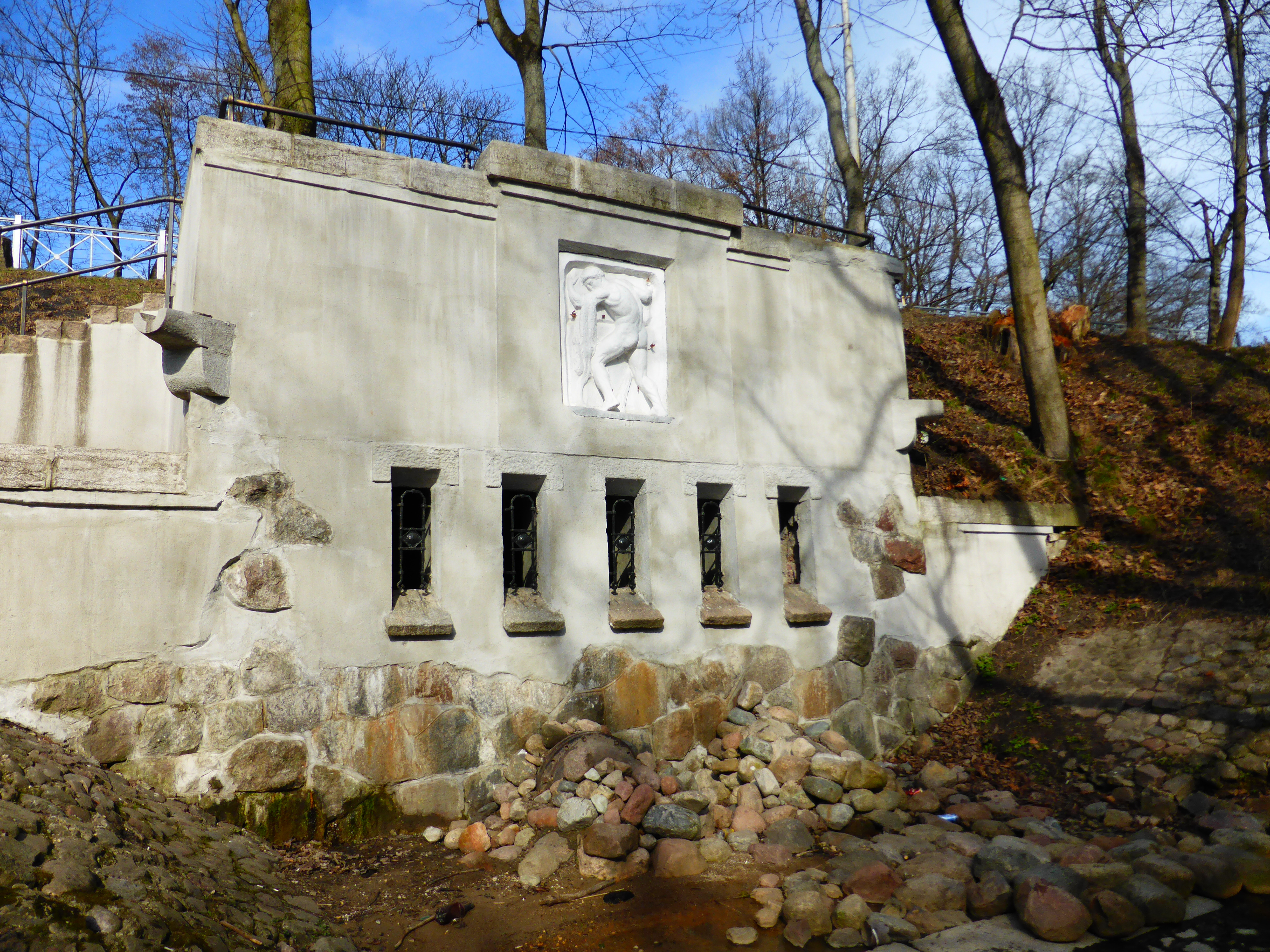
Рельеф «Геркулес» на шлюзе

### В Германии
В Германии работы Кауэра сохранились в Бад-Кройцнахе (в том числе памятник художнику Фридриху Мюллеру, 1905), в собраниях в Дрездене, Дуйсбурге (Психея, выполненная в 1890 году, в созданном в этом городе музее Кёнигсберга), Кёнигсфельде и Нюрнберге. В городе Халле сохранились горельефы голов двух юных девушек на фасаде учебного заведения .

### В Калининграде
Живя в Кёнигсберге, Кауэр занимался творческой и педагогической деятельностью, делал памятники, выполнял резьбу по камню для архитектурных строений, малую пластику. В Калининграде сохранилось около ста его небольших пластических работ на зданиях.

#### Нимфа
Точное время создания скульптуры «Нимфа» (в некоторых источниках её называют «Нимфа перед купанием», в некоторых — «Нимфа после купания», «После купания») неизвестно. Многие источники указывают на 1906 год, хотя на постаменте выбита дата 1907. В 1922 году скульптуру приобрела Академия художеств, где работал Кауэр.
После войны скульптура была установлена во внутреннем дворике Калининградского дома художников. Для многих калининградских художников она служила «натурщицей».
Позднее скульптуру перенесли в Калининградскую художественную галерею.
В высеченной скульптором на постаменте латинской надписи имеется грамматическая ошибка.

#### Фонтан «Путти»
Фонтан «Путти» был создан Кауэром в 1908 году. На проводившейся в 1912 году в Позене (ныне Познань, Польша) международной выставке фонтанов «Путти» занял первое место. Жители Позена хотели купить фонтан, но Кауэр отказал им, предпочтя подарить фонтан Кёнигсбергу.
Первоначально фонтан стоял рядом с Кёнигсбергским замком. Позднее его перенесли во двор Кёнигсбергской университетской больницы на улице Вагнера (ныне — Портовая больница). После войны фонтан на протяжении десятилетий не реставрировался, и постепенно пришёл в полный упадок, неоднократно становясь жертвой вандалов. В 2011 году фонтан был отреставрирован по инициативе Музея Мирового океана. После реставрации фонтан был размещён на территории музея. Открытие отреставрированного фонтана состоялось 18 мая 2011 года, в Международный день музеев.

#### Памятник Шиллеру
Кауэр создал памятник Шиллеру в 1910 году. Неизвестно, почему в Кёнигсберге было принято решение установить памятник Шиллеру, который никогда здесь не жил. Возможно, открытие памятника было приурочено к 100-летнему юбилею Кёнигсбергского оперного театра, который открылся постановкой Шиллера «Вильгельм Телль».
В 1936 году памятник, первоначально установленный у Городского оперного театра, перенесен в сквер перед Новым театром (сейчас там расположен Калининградский областной драматический театр), где и расположен поныне.

#### Гениус
В Калининграде существуют две версии рельефа «Гениус», выполненных скульптором. Версия из мрамора, созданная в 1903 году, находится в Калининградской художественной галерее. Версия из искусственного камня с 2015 года выставляется в музее Мирового океана.

#### Рельефы на фасаде полицай-президиума
Авторству Кауэра принадлежат рельефы на бывшем здании полицейского президиума, построенном в 1912 году. На портале главного входа расположен рельеф из ракушечника, выполненный в 1913 году. Здание расположено по адресу: Советский проспект, 3. Сейчас в  здании расположено Управление ФСБ.

#### Геркулес
Барельеф «Геркулес», выполненный скульптором из ракушечника, находится на шлюзе пруда Хаммер-Тайх в парке Ратсхоф. Рельеф создан Кауэром в 1913 году. С 2007 года имеет статус объекта культурного наследия регионального значения .

#### Барельефы на фасаде Академии художеств
До наших дней сохранились барельефы («Летящие нимфы»), которыми в 1916 — 1919 годах Кауэр украсил фасад Кёнигсбергской академии искусств в Ратсхофе. Сейчас в этом здании расположена средняя школа № 21.

#### Горельефы на здании Хуфенского лицея

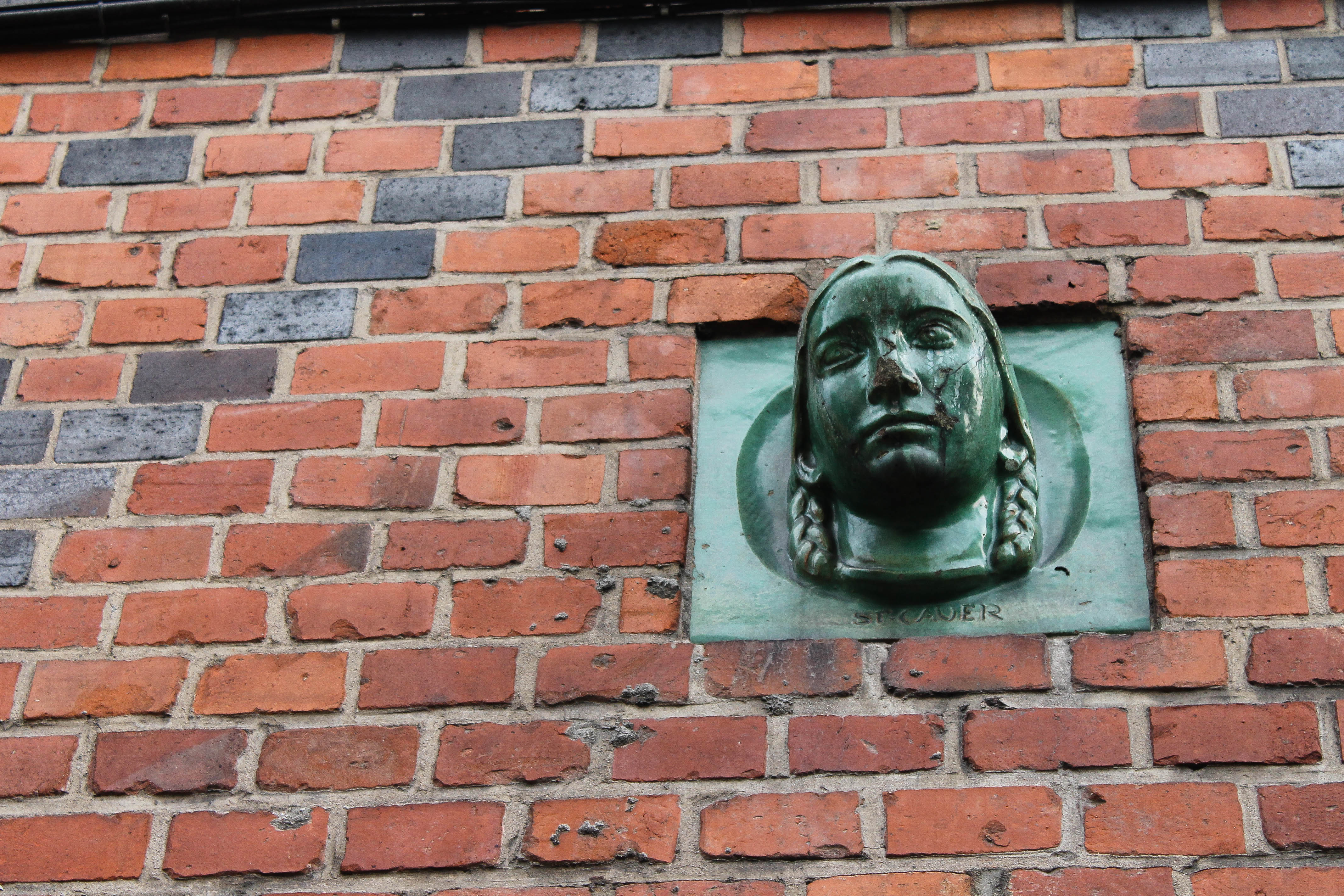
Горельеф на здании Хуфенского лицея

В 1922 году на северной стене Хуфенского лицея 1905 года постройки были укреплены горельефы из глазурованной керамики «Головы двух юных девушек» работы Кауэра. С 2007 года здание Хуфенского лицея с горельефами над входом имеет статус объекта культурного наследия регионального значения.

#### Мать и дитя
Скульптура из ракушечника, созданная Кауэром в 1938 году, была установлена на берегу Верхнего пруда. В восьмидесятых годах для обеспечения сохранности скульптура была перенесена во внутренний двор Калининградского университета.

#### Фигуры из бронзы
В Калининградской художественной галерее с 2017 года представлены работы Кауэра из бронзы: «Весенний ветер» (1933), «Юная Венера» (1926), «Туалет Венеры» (1912), «Смущающаяся» (1894-1905) .

### В Светлогорске
В городе Светлогорск Калининградской области находится скульптура «Купальщица» («Стоящая купальщица»), выполненная Кауэром из мрамора в 1912 году.  Фигура расположена на территории военного санатория.

### В Черняховске
Памятный знак уланам 12-го Инстербургского Литовского полка, погибшим в Первую мировую войну, был открыт в Инстербурге (ныне — Черняховск) в 1924 году. Памятник представляет собой скульптуру конного всадника, одетого в набедренную повязку и держащего в руке копье. В 1956 году скульптура была разрушена, в 2006 году — восстановлена.  В 2011 года памятный знак получил статус выявленного объекта культурного наследия, подлежащего государственной охране.

## Награды
Станислав Кауэр был дважды награждён Золотой медалью города Кёнигсберга, в 1934 и 1942 годах.